# Saint-Rémy (Aveyron)
Pour les articles homonymes, voir Saint-Rémy.
Saint-Rémy est une commune française, située dans le département de l'Aveyron en région Occitanie.

## Géographie

### Communes limitrophes
Les communes limitrophes sont  Maleville, Toulonjac, Villefranche-de-Rouergue et Villeneuve.

### Hydrographie

#### Réseau hydrographique

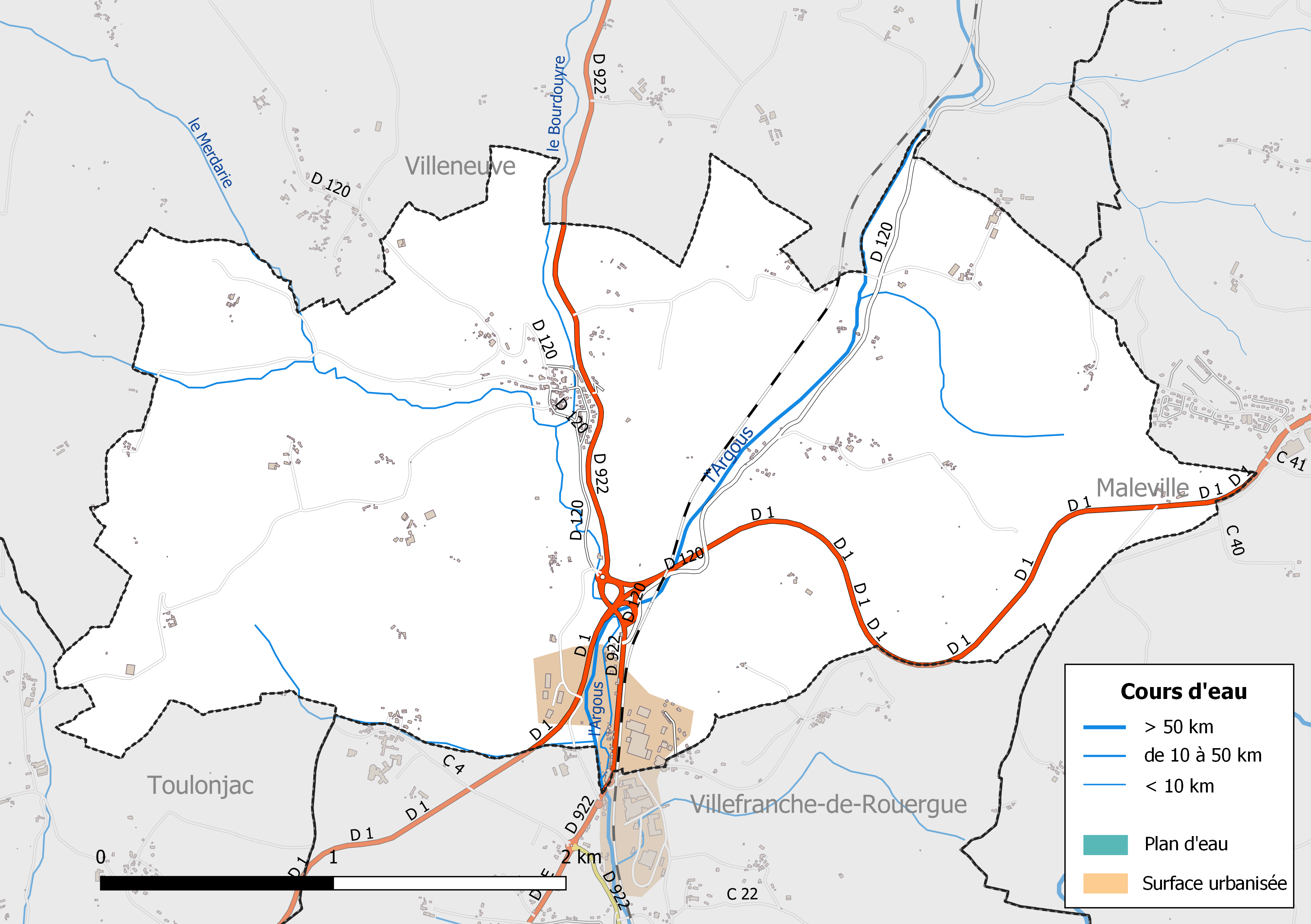
Réseaux hydrographique et routier de Saint-Rémy.

La commune est drainée par l'Argous, le Bourdouyre, le Merdarie et par divers petits cours d'eau.
L'Argous, d'une longueur totale de 12,3 km, prend sa source dans la commune de Saint-Igest et se jette  dans l'Alzou  à Villefranche-de-Rouergue, après avoir arrosé 4 communes.

#### Gestion des cours d'eau
La gestion des cours d’eau situés dans le bassin de l’Aveyron est assurée par l’établissement public d'aménagement et de gestion des eaux (EPAGE) Aveyron amont, créé le 1er janvier 2017, en remplacement du syndicat mixte du bassin versant Aveyron amont,,.

### Climat
Pour des articles plus généraux, voir Climat de l'Occitanie et Climat de l'Aveyron.
En 2010, le climat de la commune est de type climat océanique altéré, selon une étude s'appuyant sur une série de données couvrant la période 1971-2000. En 2020, Météo-France publie une typologie des climats de la France métropolitaine dans laquelle la commune est dans une zone de transition entre le climat océanique altéré et le climat de montagne et est dans la région climatique Ouest et nord-ouest du Massif Central, caractérisée par une pluviométrie annuelle de 900 à 1 500 mm, maximale en automne et en hiver.
Pour la période 1971-2000, la température annuelle moyenne est de 12,2 °C, avec une amplitude thermique annuelle de 15,8 °C. Le cumul annuel moyen de précipitations est de 978 mm, avec 11,3 jours de précipitations en janvier et 6,4 jours en juillet. Pour la période 1991-2020, la température moyenne annuelle observée sur la station météorologique la plus proche, située sur la commune de Villefranche-de-Rouergue à 5 km à vol d'oiseau, est de 12,6 °C et le cumul annuel moyen de précipitations est de 865,1 mm,. Pour l'avenir, les paramètres climatiques de la commune estimés pour 2050 selon différents scénarios d'émission de gaz à effet de serre sont consultables sur un site dédié publié par Météo-France en novembre 2022.

### Milieux naturels et biodiversité
Aucun espace naturel présentant un intérêt patrimonial n'est recensé sur la commune dans l'inventaire national du patrimoine naturel,,.

## Urbanisme

### Typologie
Au 1er janvier 2024, Saint-Rémy est catégorisée commune rurale à habitat dispersé, selon la nouvelle grille communale de densité à sept niveaux définie par l'Insee en 2022.
Elle est située hors unité urbaine. Par ailleurs la commune fait partie de l'aire d'attraction de Villefranche-de-Rouergue, dont elle est une commune de la couronne,. Cette aire, qui regroupe 34 communes, est catégorisée dans les aires de moins de 50 000 habitants,.

### Occupation des sols

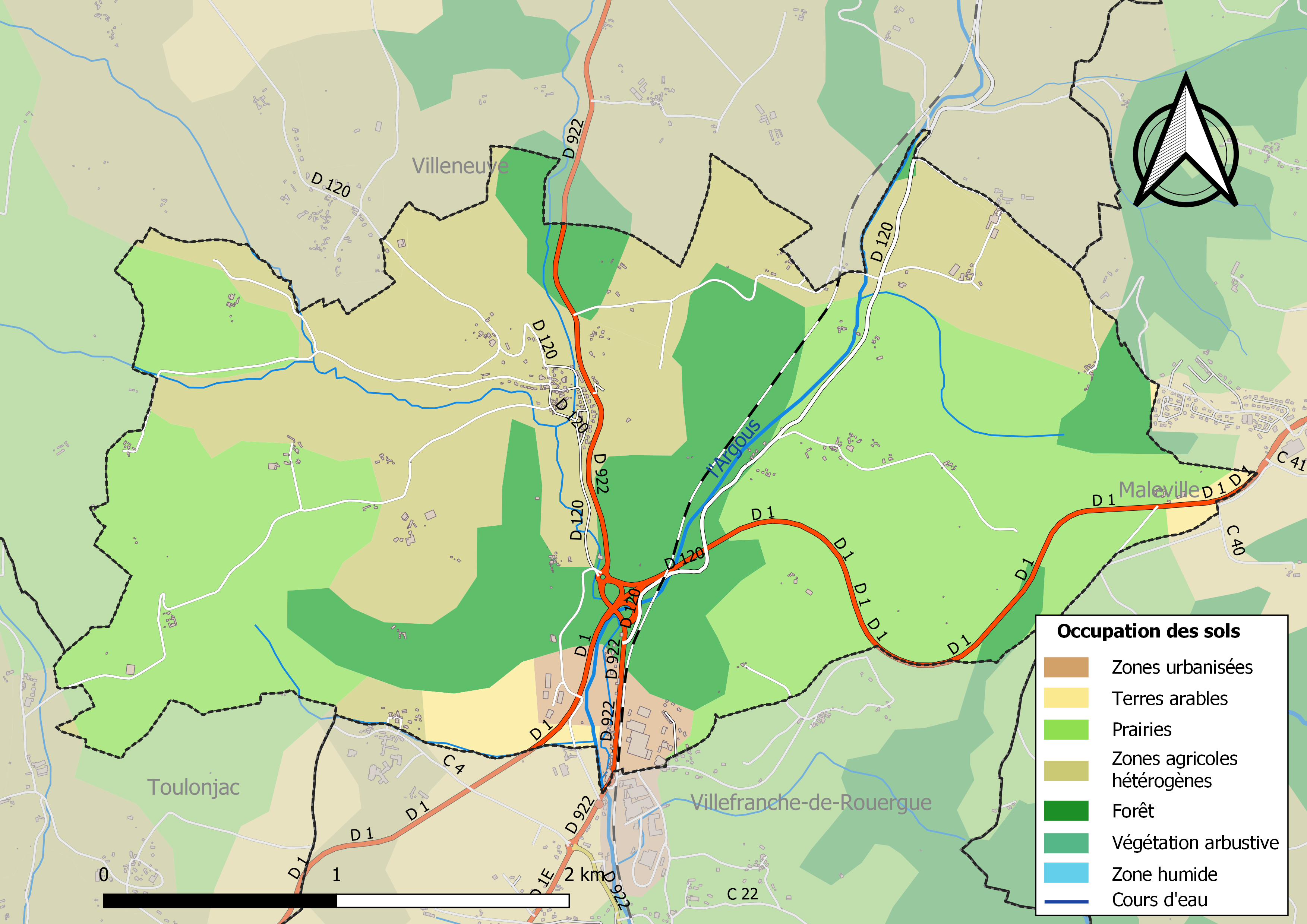
Infrastructures et occupation des sols de la commune de Saint-Rémy.

L'occupation des sols de la commune, telle qu'elle ressort de la base de données européenne d’occupation biophysique des sols Corine Land Cover (CLC), est marquée par l'importance des territoires agricoles (76,4 % en 2018), une proportion sensiblement équivalente à celle de 1990 (75,8 %). La répartition détaillée en 2018 est la suivante : 
prairies (41,6 %), zones agricoles hétérogènes (32,3 %), forêts (21 %), zones industrielles ou commerciales et réseaux de communication (2,6 %), terres arables (2,4 %).

### Planification
La loi SRU du 13 décembre 2000 a incité fortement les communes à se regrouper au sein d’un établissement public, pour déterminer les partis d’aménagement de l’espace au sein d’un SCoT, un document essentiel d’orientation stratégique des politiques publiques à une grande échelle. La commune est dans le territoire du SCoT du Centre Ouest Aveyron  approuvé en février 2020. La structure porteuse est le Pôle d'équilibre territorial et rural Centre Ouest Aveyron, qui associe neuf EPCI, notamment Ouest Aveyron Communauté, dont la commune est membre.
La commune disposait en 2017 d'un plan local d'urbanisme en révision. Le zonage réglementaire et le règlement associé peuvent être consultés sur le Géoportail de l'urbanisme.

### Risques majeurs
Le territoire de la commune de Saint-Rémy est vulnérable à différents aléas naturels : climatiques (hiver exceptionnel ou canicule), feux de forêts et séisme (sismicité très faible).
Il est également exposé à un risque technologique, le transport de matières dangereuses, et à deux risques particuliers, les risques radon et minier,.

#### Risques naturels
Le Plan départemental de protection des forêts contre les incendies découpe le département de l’Aveyron en sept « bassins de risque » et définit une sensibilité des communes à l’aléa feux de forêt (de faible à très forte). La commune est classée en sensibilité moyenne.
Les mouvements de terrains susceptibles de se produire sur la commune sont soit des mouvements liés au retrait-gonflement des argiles, soit des effondrements liés à des cavités souterraines. Le phénomène de retrait-gonflement des argiles est la conséquence d'un changement d'humidité des sols argileux. Les argiles sont capables de fixer l'eau disponible mais aussi de la perdre en se rétractant en cas de sécheresse. Ce phénomène peut provoquer des dégâts très importants sur les constructions (fissures, déformations des ouvertures) pouvant rendre inhabitables certains locaux. La carte de zonage de cet aléa peut être consultée sur le site de l'observatoire national des risques naturels Géorisques. Une autre carte permet de prendre connaissance des cavités souterraines localisées sur la commune,.

#### Risques technologiques
Le risque de transport de matières dangereuses sur la commune est lié à sa traversée par une route à fort trafic et une ligne de chemin de fer. Un accident se produisant sur de telles infrastructures est en effet susceptible d’avoir des effets graves au bâti ou aux personnes jusqu’à 350 m, selon la nature du matériau transporté. Des dispositions d’urbanisme peuvent être préconisées en conséquence.

#### Risques particuliers
La commune est concernée par le risque minier, principalement lié à l’évolution des cavités souterraines laissées à l’abandon et sans entretien après l’exploitation des mines.
Dans plusieurs parties du territoire national, le radon, accumulé dans certains logements ou autres locaux, peut constituer une source significative d’exposition de la population aux rayonnements ionisants. Toutes les communes du département sont concernées par le risque radon à un niveau plus ou moins élevé. Selon le dossier départemental des risques majeurs du département établi en 2013, la commune de Saint-Rémy est classée à risque moyen à élevé. Un décret du 4 juin 2018 a modifié la terminologie du zonage définie dans le code de la santé publique et a été complété par un arrêté du 27 juin 2018 portant délimitation des zones à potentiel radon du territoire français. La commune est désormais en zone 3, à savoir zone à potentiel radon significatif.

## Histoire
Le village a toujours son château du XIIIe siècle (en assez bon état).

## Politique et administration

### Découpage territorial
La commune de Saint-Rémy est membre de la Ouest Aveyron Communauté, un établissement public de coopération intercommunale (EPCI) à fiscalité propre créé le 1er janvier 2017 dont le siège est à Villefranche-de-Rouergue. Ce dernier est par ailleurs membre d'autres groupements intercommunaux.
Sur le plan administratif, elle est rattachée à l'arrondissement de Villefranche-de-Rouergue, au département de l'Aveyron et à la région Occitanie. Sur le plan électoral, elle dépend du  canton de Villeneuvois et Villefranchois pour l'élection des conseillers départementaux, depuis le redécoupage cantonal de 2014 entré en vigueur en 2015, et de la deuxième circonscription de l'Aveyron  pour les élections législatives, depuis le dernier découpage électoral de 2010.

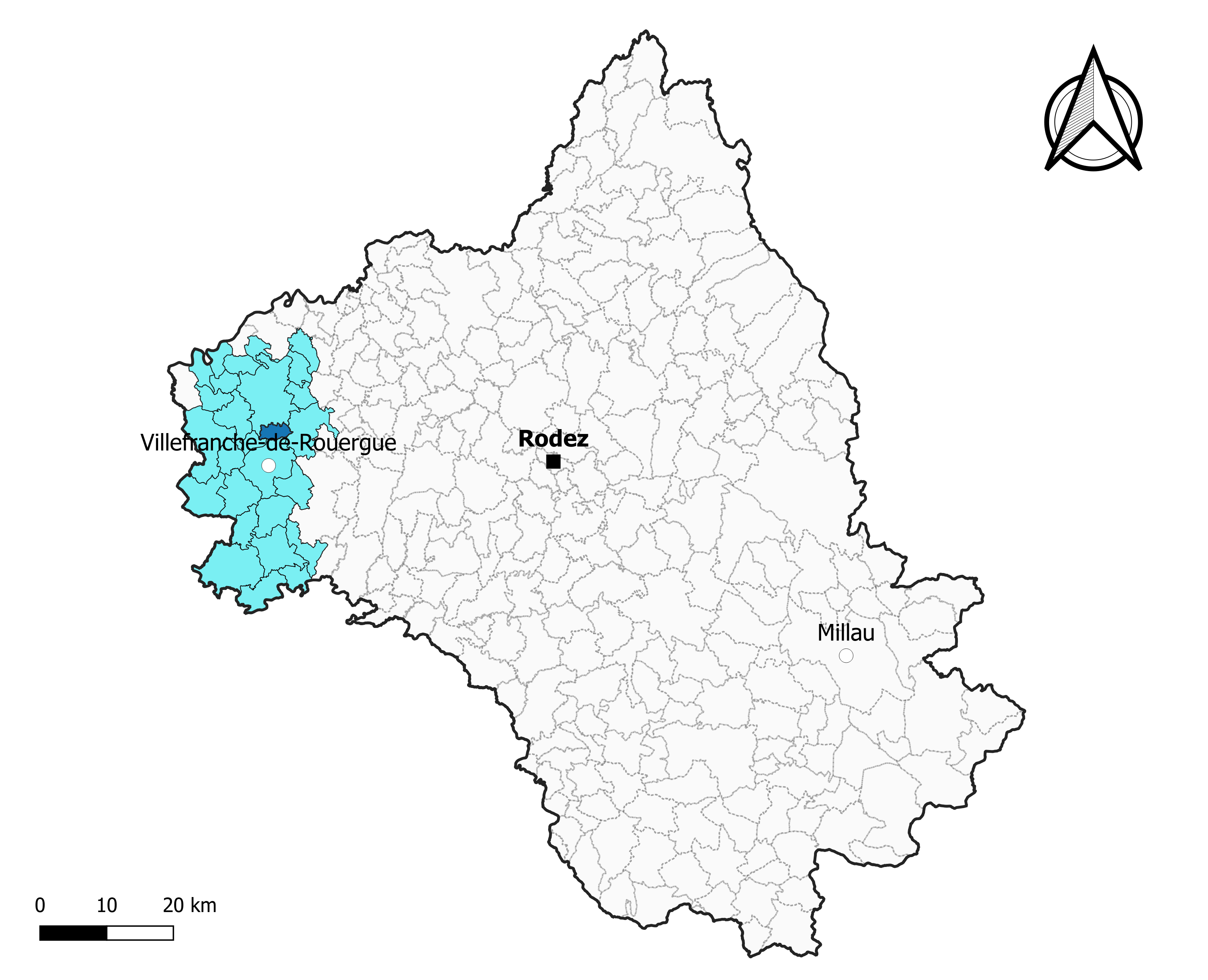
Saint-Rémy dans l'intercommunalité en 2020.
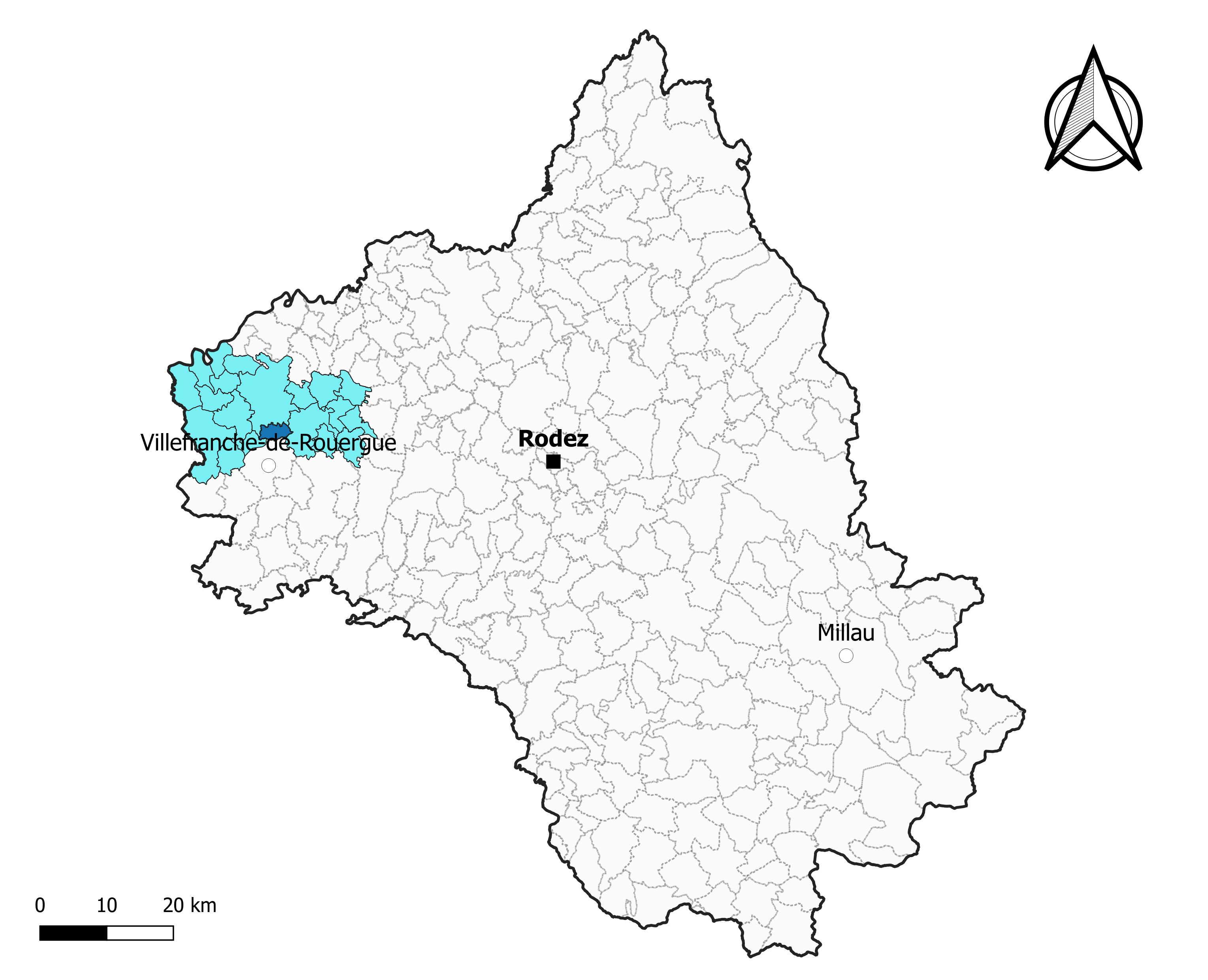
Saint-Rémy dans le canton de Villeneuvois et Villefranchois en 2020.
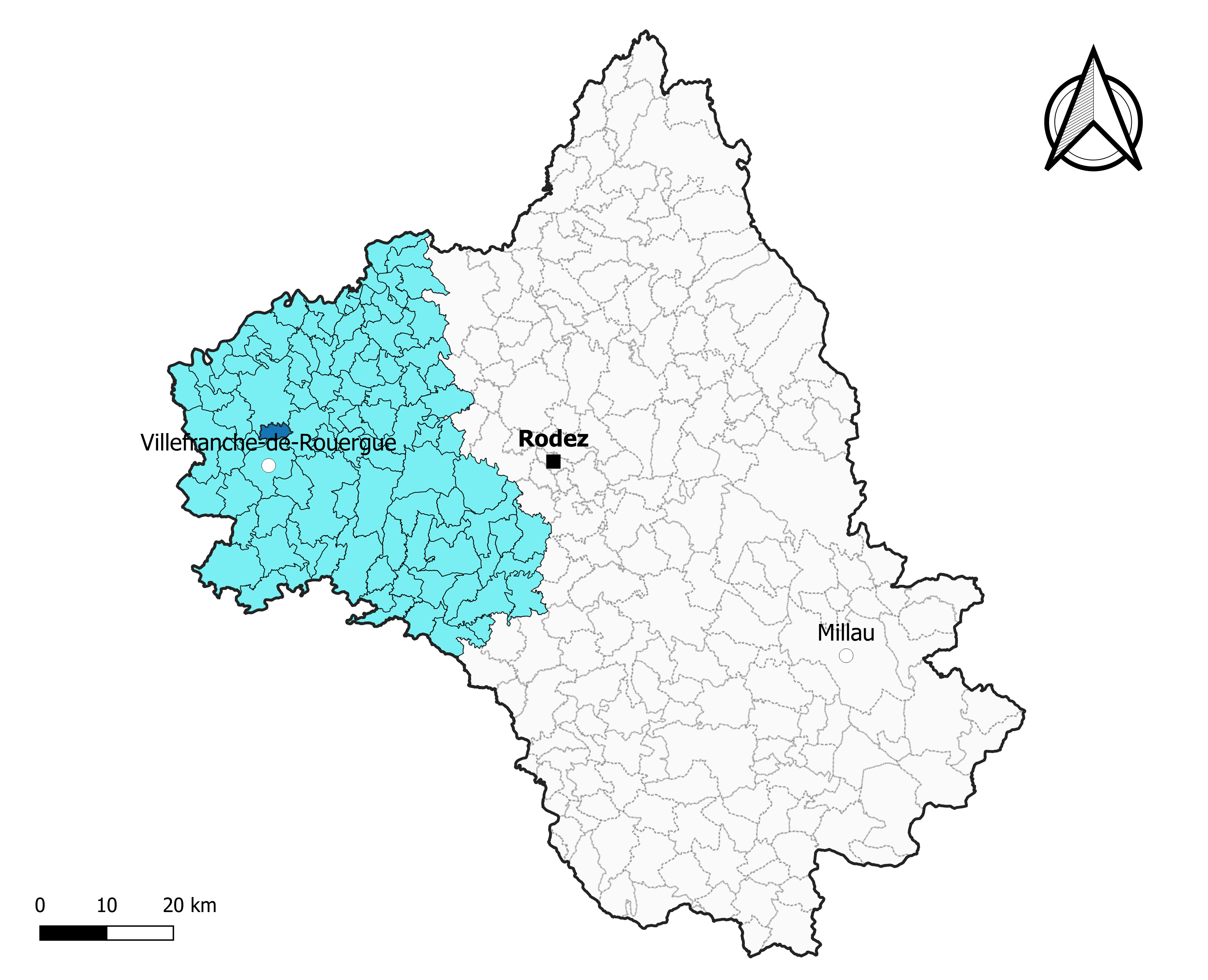
Saint-Rémy dans l'arrondissement de Villefranche-de-Rouergue en 2020.

### Élections municipales et communautaires

#### Élections de 2020
Le conseil municipal de Saint-Rémy, commune de moins de 1 000 habitants, est élu au scrutin majoritaire plurinominal à deux tours avec candidatures isolées ou groupées et possibilité de panachage. Compte tenu de la population communale, le nombre de sièges à pourvoir lors des élections municipales de 2020 est de 11. Sur les vingt-deux candidats en lice, onze sont élus dès le premier tour, le 15 mars 2020, correspondant à la totalité des sièges à pourvoir, avec un taux de participation de 48,05 %.
Alain Queste, maire sortant, est réélu pour un nouveau mandat le 23 mai 2020.
Dans les communes de moins de 1 000 habitants, les conseillers communautaires sont désignés parmi les conseillers municipaux élus en suivant l’ordre du tableau (maire, adjoints puis conseillers municipaux) et dans la limite du nombre de sièges attribués à la commune au sein du conseil communautaire. Un siège est attribué à la commune au sein de la Ouest Aveyron Communauté.

#### Liste des maires
| Période                                  | Période  | Identité              | Étiquette | Qualité      |
| ---------------------------------------- | -------- | --------------------- | --------- | ------------ |
| mars 2001                                | 2008     | Guy Labro             | PRG       |              |
| mars 2008                                | 2014     | Jean-Pierre Pouzoulet |           |              |
| mars 2014                                | En cours | Alain Queste,         |           | Ancien cadre |
| Les données manquantes sont à compléter. |          |                       |           |              |

## Démographie
L'évolution du nombre d'habitants est connue à travers les recensements de la population effectués dans la commune depuis 1793. Pour les communes de moins de 10 000 habitants, une enquête de recensement portant sur toute la population est réalisée tous les cinq ans, les populations de référence des années intermédiaires étant quant à elles estimées par interpolation ou extrapolation. Pour la commune, le premier recensement exhaustif entrant dans le cadre du nouveau dispositif a été réalisé en 2008.

En 2022, la commune comptait 307 habitants, en évolution de −5,83 % par rapport à 2016 (Aveyron : +0,37 %, France hors Mayotte : +2,11 %).
| 1793 | 1800 | 1831 | 1836 | 1841 | 1846 | 1851 | 1856 | 1861 |
| ---- | ---- | ---- | ---- | ---- | ---- | ---- | ---- | ---- |
| 373  | 362  | 397  | 454  | 460  | 479  | 440  | 442  | 417  |

| 1866 | 1872 | 1876 | 1881 | 1886 | 1891 | 1896 | 1901 | 1906 |
| ---- | ---- | ---- | ---- | ---- | ---- | ---- | ---- | ---- |
| 414  | 385  | 413  | 418  | 410  | 393  | 354  | 324  | 339  |

| 1911 | 1921 | 1926 | 1931 | 1936 | 1946 | 1954 | 1962 | 1968 |
| ---- | ---- | ---- | ---- | ---- | ---- | ---- | ---- | ---- |
| 332  | 311  | 302  | 301  | 304  | 242  | 218  | 217  | 176  |

| 1975 | 1982 | 1990 | 1999 | 2006 | 2008 | 2013 | 2018 | 2022 |
| ---- | ---- | ---- | ---- | ---- | ---- | ---- | ---- | ---- |
| 185  | 243  | 296  | 297  | 314  | 320  | 334  | 309  | 307  |

## Économie

### Revenus
En 2018  (données Insee publiées en septembre 2021), la commune compte 135 ménages fiscaux, regroupant 309 personnes. La médiane du revenu disponible par unité de consommation est de 21 030 € (20 640 € dans le département).

### Emploi
| Division       | 2008  | 2013  | 2018  |
| -------------- | ----- | ----- | ----- |
| Commune        | 6,9 % | 5,3 % | 7,1 % |
| Département    | 5,4 % | 7,1 % | 7,1 % |
| France entière | 8,3 % | 10 %  | 10 %  |

En 2018, la population âgée de 15 à 64 ans s'élève à 182 personnes, parmi lesquelles on compte 78,6 % d'actifs (71,4 % ayant un emploi et 7,1 % de chômeurs) et 21,4 % d'inactifs,. Depuis 2008, le taux de chômage communal (au sens du recensement) des 15-64 ans est supérieur à celui du département, mais inférieur à celui de la France.
La commune fait partie de la couronne de l'aire d'attraction de Villefranche-de-Rouergue, du fait qu'au moins 15 % des actifs travaillent dans le pôle,. Elle compte 123 emplois en 2018, contre 195 en 2013 et 138 en 2008. Le nombre d'actifs ayant un emploi résidant dans la commune est de 132, soit un indicateur de concentration d'emploi de 92,9 % et un taux d'activité parmi les 15 ans ou plus de 56,9 %.
Sur ces 132 actifs de 15 ans ou plus ayant un emploi, 18 travaillent dans la commune, soit 14 % des habitants. Pour se rendre au travail, 91,7 % des habitants utilisent un véhicule personnel ou de fonction à quatre roues, 5,3 % s'y rendent en deux-roues, à vélo ou à pied et 3 % n'ont pas besoin de transport (travail au domicile).

### Activités hors agriculture
36 établissements sont implantés  à Saint-Rémy au 31 décembre 2019. Le tableau ci-dessous en détaille le nombre par secteur d'activité et compare les ratios avec ceux du département,.
| Secteur d'activité                                                                                        | Commune | Commune | Département |
| Secteur d'activité                                                                                        | Nombre  | %       | %           |
| --- | ------- | ------- | ----------- |
| Ensemble                                                                                                  | 36      |         |             |
| Industrie manufacturière, industries extractives et autres                                                | 9       | 25 %    | (17,7 %)    |
| Construction                                                                                              | 3       | 8,3 %   | (13 %)      |
| Commerce de gros et de détail, transports, hébergement et restauration                                    | 14      | 38,9 %  | (27,5 %)    |
| Activités immobilières                                                                                    | 3       | 8,3 %   | (4,2 %)     |
| Activités spécialisées, scientifiques et techniques et activités de services administratifs et de soutien | 2       | 5,6 %   | (12,4 %)    |
| Administration publique, enseignement, santé humaine et action sociale                                    | 5       | 13,9 %  | (12,7 %)    |

Le secteur du commerce de gros et de détail, des transports, de l'hébergement et de la restauration est prépondérant sur la commune puisqu'il représente 38,9 % du nombre total d'établissements de la commune (14 sur les 36 entreprises implantées  à Saint-Rémy), contre 27,5 % au niveau départemental.

### Agriculture
|               | 1988 | 2000 | 2010 | 2020 |
| ------------- | ---- | ---- | ---- | ---- |
| Exploitations | 23   | 17   | 13   | 6    |
| SAU (ha)      | 461  | 494  | 384  | 329  |

La commune est dans le Bas Quercy, une petite région agricole occupant l'extrême-ouest du département de l'Aveyron. En 2020, l'orientation technico-économique de l'agriculture  sur la commune est l'élevage de bovins, pour la viande. Six exploitations agricoles ayant leur siège dans la commune sont dénombrées lors du recensement agricole de 2020 (23 en 1988). La superficie agricole utilisée est de 329 ha,,.

## Culture locale et patrimoine

### Lieux et monuments
- Église Saint-Rémy de Saint-Rémy et cloche  Classé MH (1944)[49].
- Ancien moulin à eau restauré, transformé en lieu d'exposition d'art contemporain : le Moulin des arts de Saint-Rémy.
- Château (XIIIe siècle ; N 44°23'57.05 E 2°02'15.58 )

## Galerie de photos

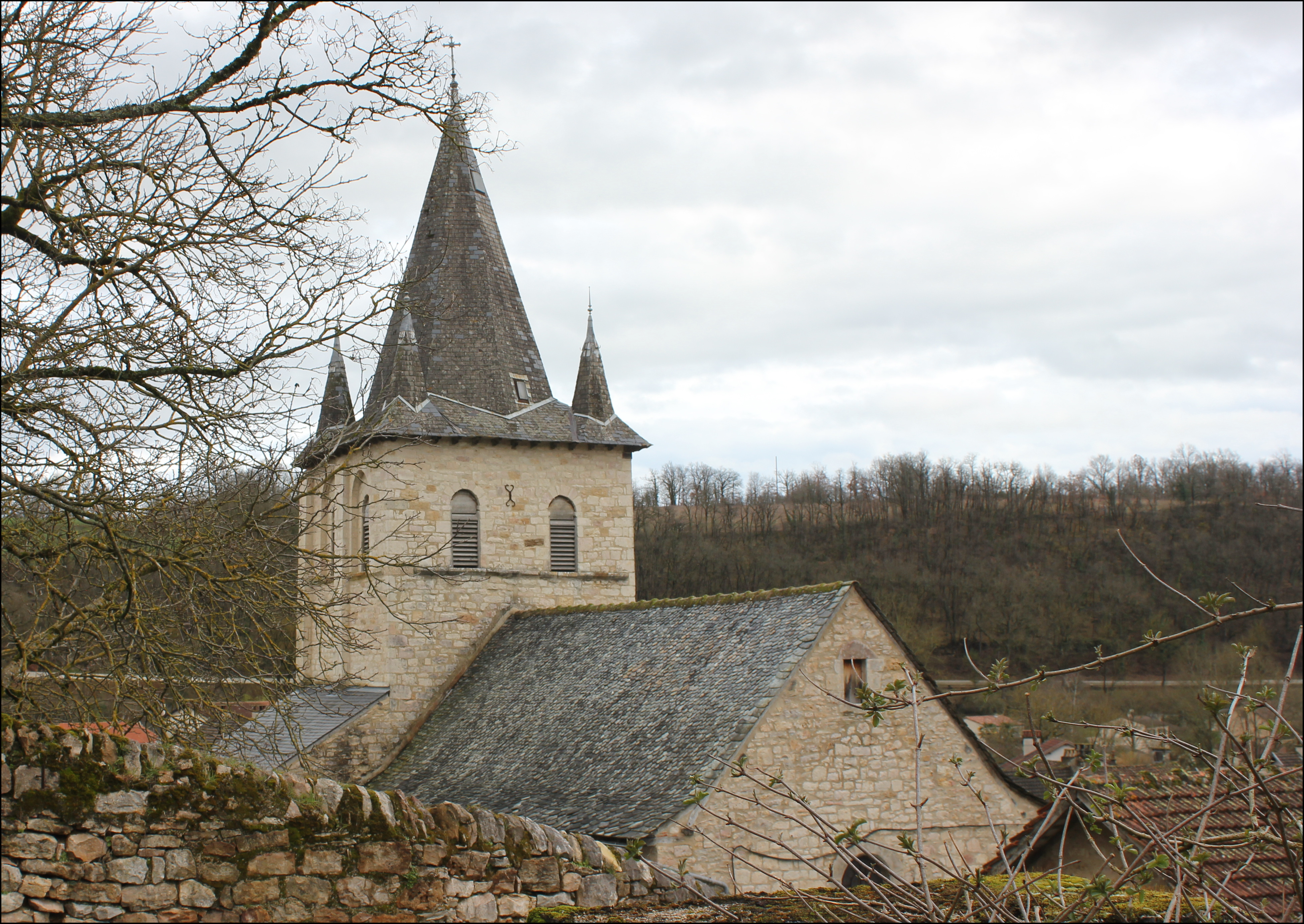
Vue sur l'église.
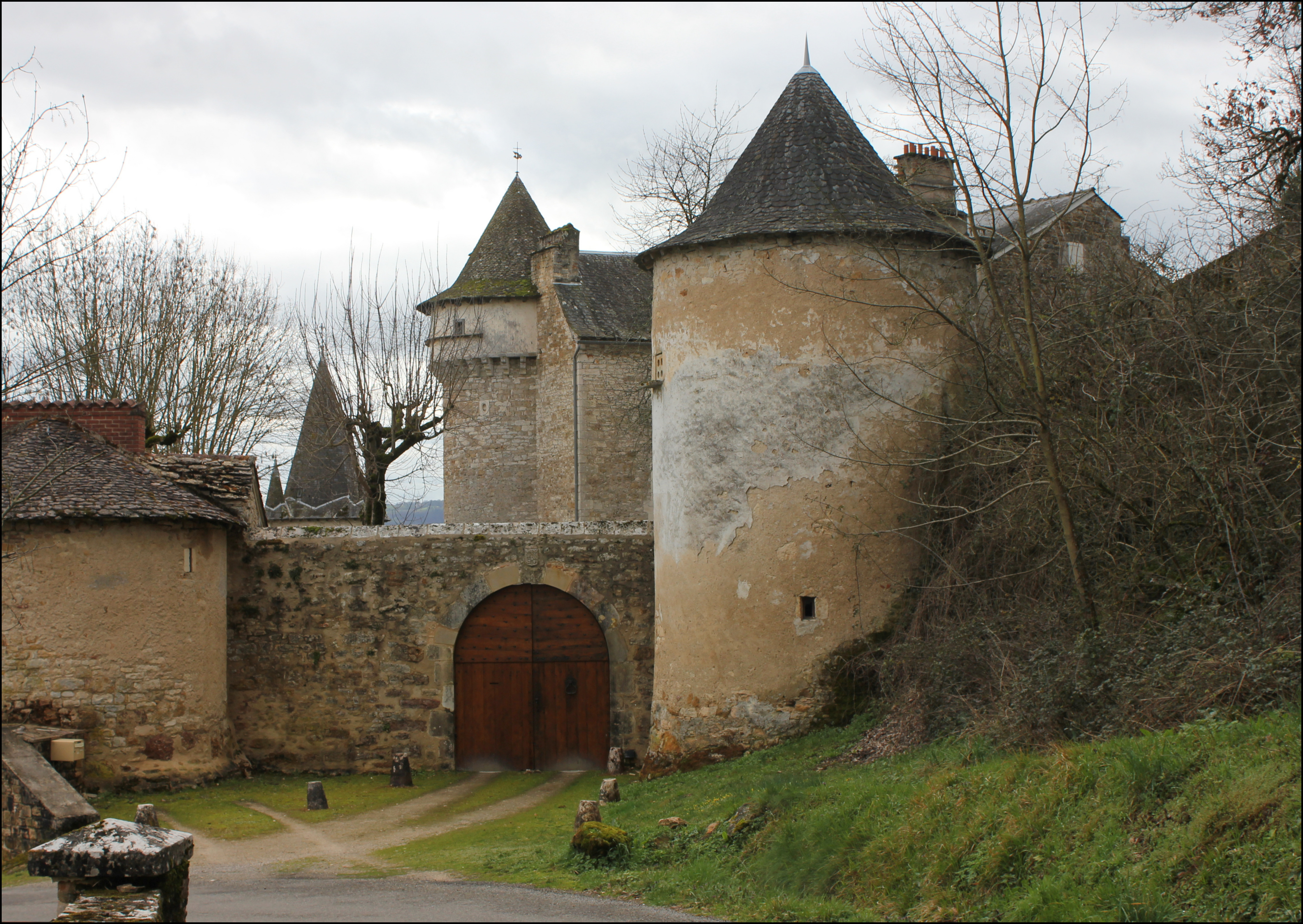
Vue sur le château (1).
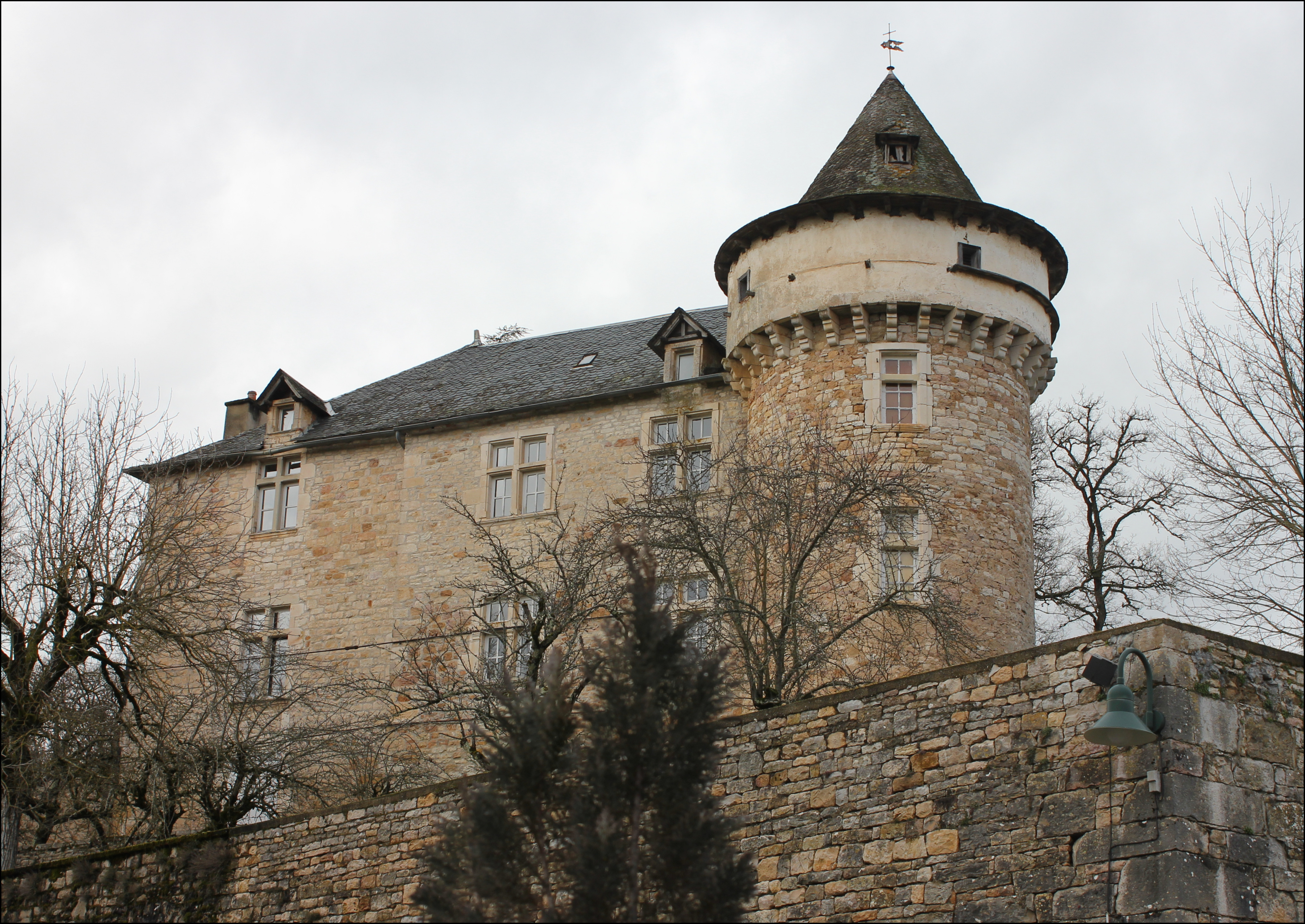
Vue sur le château (2).
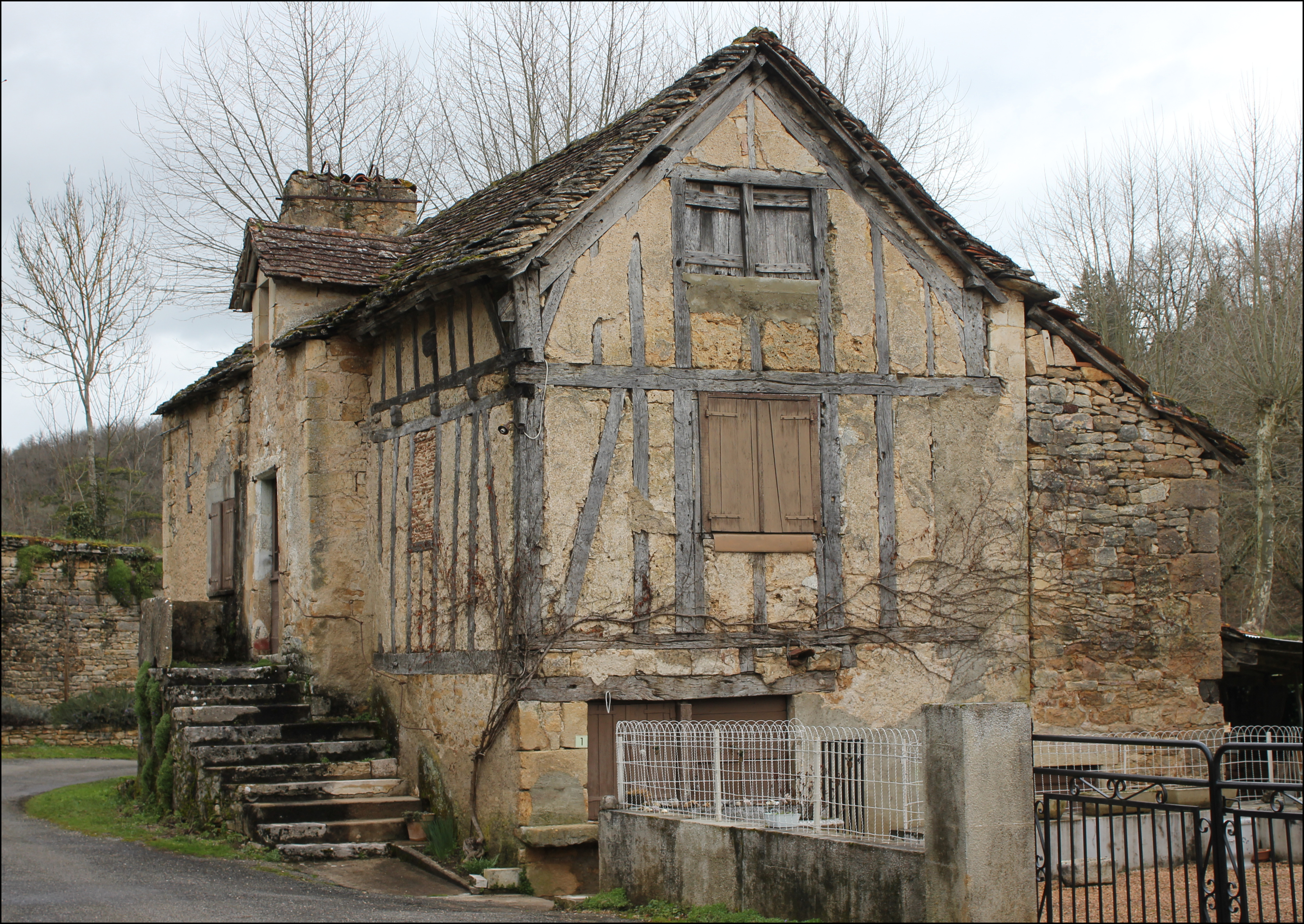
Vieille maison abandonnée du village.